# Lily Tembo
Lily Tembo (* 20. November 1981 in Kabwe, Sambia; † 14. September 2009 in Lusaka, Sambia), auch bekannt als Lily T, war eine sambische Musikerin, Radiomoderatorin, Journalistin und Aktivistin gegen Malaria. Für ihr 2004 erschienenes Debütalbum Lily T erhielt sie zwei Auszeichnungen.

## Leben
Tembo wuchs in einer musikbegeisterten Familie auf. Sie wurde von ihrem Vater, der afrikanische Bongo spielte, und ihren Schwestern und ihrer Mutter, die in der Kirche sangen, inspiriert. Tembo besuchte die Sekundarschule der Kabulonga Girls High School in Sambias Hauptstadt Lusaka. Später verfolgte sie eine Karriere als Journalistin am Evelyn Hone College. Sie war Moderatorin des 5th FM-Radio in Lusaka, arbeitete als Journalistin und engagierte sich für wohltätige Zwecke, indem sie an der Aufklärung von Malaria mitwirkte.
Sie kam 2004 mit dem Album Lily T auf den Musikmarkt und veröffentlichte 2006 ihr zweites Album Osalila. Während Tembo an ihrem dritten Album arbeitete, starb sie am 14. September 2009 im Alter von 27 Jahren an einer Gastritis.

## Auszeichnungen
- 2005: Koala Awards, Bester neuer Künstler, Nominierung
- 2007: Ngoma Awards, Beste weibliche Aufnahmekünstlerin
- 2007: Best Music Video Award